# Stade des Hespérides
Le stade Louis-Grosso, surnommé stade des Hespérides, est un stade de football situé à Cannes. Longtemps utilisé par l'AS Cannes pour des matches de première et deuxième division, il est relégué au rang de stade secondaire en 1975, quand l'ASC déménage au Stade Pierre-de-Coubertin.

## Géographie
Le stade tient son nom de l'avenue des Hespérides, où il est situé, dans le quartier de la pointe Croisette.
L'autre nom du stade fait référence à Louis Grosso, un marchand de meubles cannois qui a développé les structures de la section football du club.

## Historique
Pour financer sa construction, des bons au porteur sont émis par l'AS Cannes.
Site le plus ancien de la ville pour la pratique sportive, le stade est inauguré en 1920, lors d'un match de gala de l'AS Cannes contre l'Espanyol de Barcelone. Le club ibérique est battu 4-0 par les Cannois.
En 1975, le stade est abandonné par l'AS Cannes pour le Stade Pierre-de-Coubertin.

## Activités
Dans l'enceinte de ce stade, se déroule chaque année le Longines Global Champions Tour of Cannes (ou Jumping international de Cannes), épreuve qui rassemble les meilleurs cavaliers de saut d'obstacles du monde et attirent 15 000 personnes en moyenne. La conception du stade permet le montage et le démontage des installations nécessaires à cette activité.

## Aménagements

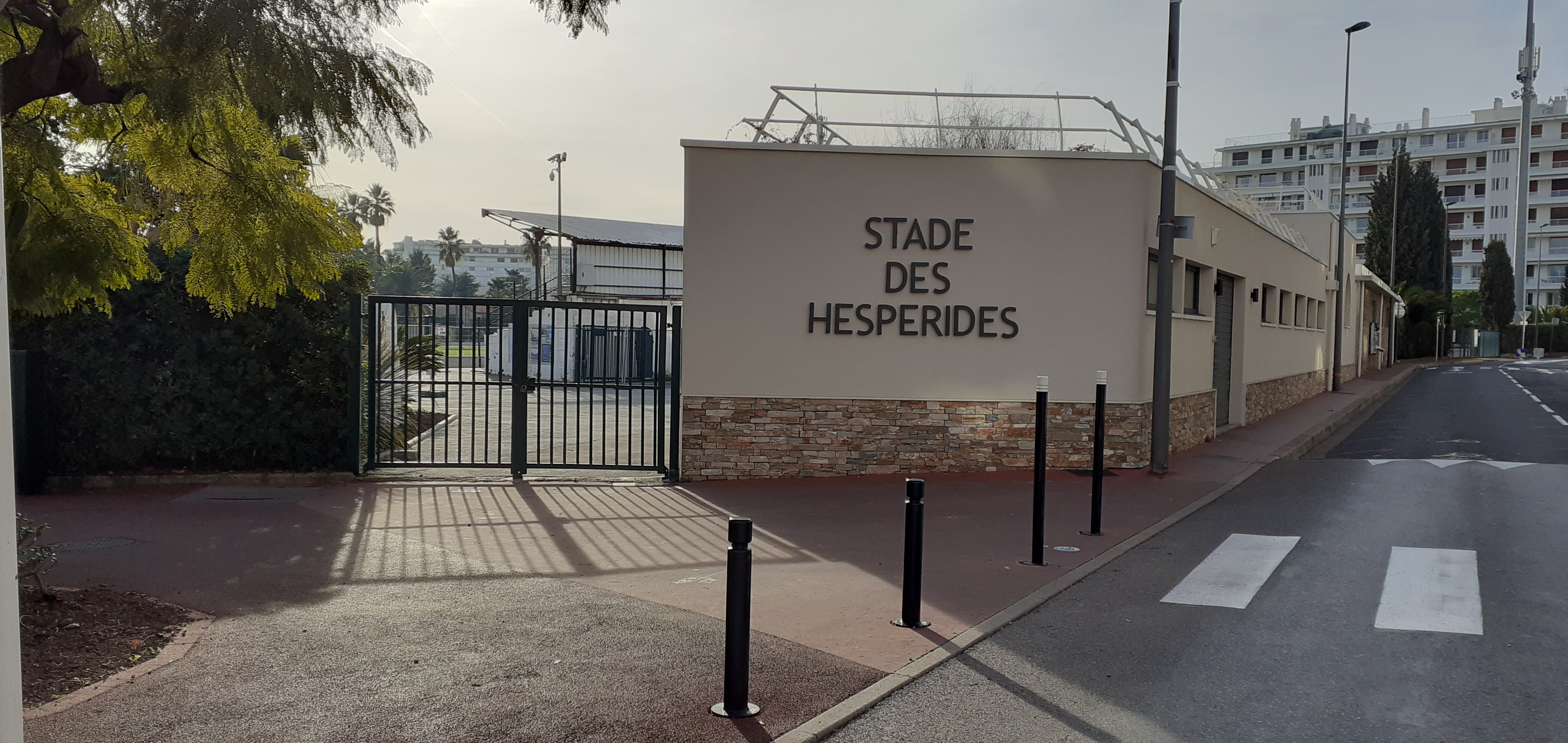
Vue des installations dont la salle multi-activités

Le stade des Hespérides a fait l'objet d'une première phase de rénovation, de modernisation et d'embellissement réalisée en 2018. En 2020, une deuxième phase de travaux s'est achevée avec la réalisation d'une salle multi-activités dans l'enceinte du stade. Une troisième phase achevée en 2021 a permis la rénovation des tribunes, des vestiaires et l'aménagement des espaces verts.